# Bayerischer Landes-Sportverband
Der Bayerische Landes-Sportverband e. V. (BLSV) ist die Dachorganisation der Sportvereine und der Fachsportverbände in Bayern und als solcher Mitglied im Deutschen Olympischen Sportbund (DOSB). Dem BLSV gehören über 11.500 Vereine mit mehr als 4,75 Millionen Mitgliedern an (Stand Ende 2023). Über 90.000 Übungsleiter und rund 300.000 Ehrenamtliche machen den BLSV und seine 57 Sportfachverbände (Stand 2024), die den Sportbetrieb in über 350 anerkannten Sportarten organisieren, zur größten Personenvereinigung Bayerns und zum zweitgrößten Landessportverband hinter Nordrhein-Westfalen.
Sitz des Verbandes ist das Haus des Sports am Georg-Brauchle-Ring 93 in München.

## Zweck
Der Zweck des Verbandes ist die Pflege und Förderung des Sportes in Bayern. (Satzung §2)

## Gliederung
Der Verband gliedert sich (Satzung I §1 Abs. 3)
a)  regional in Sportbezirke und Sportkreise, die grundsätzlich mit den politischen Bezirken und Kreisen des Freistaates Bayern übereinstimmen,
b)  sportfachlich nach Sportarten.

## Hintergrund
Gegründet wurde der BLSV am 18. Juli 1945. Im Februar 1946 bezog der BLSV seine erste Geschäftsstelle im Ruffiniblock Rosenthal 1 in München. Bereits am 12. März 1946 stellte der erste Verein den Aufnahmeantrag in den BLSV. Beim ersten ordentlichen Verbandstag am 2./3. August 1947 wurde die Ur-Satzung genehmigt. Man folgte damals der Idee „sich freiwillig in der Gemeinschaft zum Besten der Leibesübungen zusammenzuschliessen“. Dieser Grundgedanke ist erhalten geblieben. Publikationsorgan des BLSV war anfangs die Amtlichen Sportmitteilungen und ist heute wöchentlich erscheinende Magazin bayernsport.
Eine Besonderheit in Bayern ist, dass der Bayerische Sportschützenbund im Gegensatz zu anderen Bundesländern kein Mitglied im Landessportverband ist, sondern als eigenständiger Dachverband auftritt. 2013 nahm der BLSV mit dem Einradverband Bayern zum ersten Mal nach 15 Jahren wieder einen neuen Fachverband auf. Der 2009 eingereichte Aufnahmeantrag wurde ursprünglich 2011 abgelehnt, trotz erfüllter Aufnahmebedingungen. Nach mehrjährigem Rechtsstreit entschied das OLG München am 20. Juni 2013, dass der BLSV den Einradverband als 54. Fachverband aufnehmen muss. Gemäß § 12 der BLSV-Satzung und § 4 Abs. 2a der Aufnahmeordnung wurde in der Sitzung des BLSV Verbandsausschusses am 25. November 2017 die Aufnahme von drei weiteren Sportfachverbänden in den BLSV in die Wege geleitet: der Floorball-Verband Bayern (FVB), der Bayerische Cricketverband (BCV) und der Cheerleading und Cheerperformance Verband Bayern (CCVBy).
1966 überschritt die Mitgliederzahl des Verbandes mit der Aufnahme eines Mitglieds des TSV 1880 Wasserburg die Marke von 1.000.000 Mitgliedern.
Der Verband verlieh von 1948 bis Ende 2012 das Bayerische Sport-Leistungs-Abzeichen in drei Stufen. Nach der Sportabzeichenreform des DOSB ist es seit 2013 noch möglich, das für ganz Deutschland einheitliche Deutsche Sportabzeichen abzulegen.

## Themen und Arbeitsbereiche im BLSV
1. Interessensvertreter der BLSV-Mitgliedsvereine
2. Erarbeitung von Initiativen und Konzeptionen im Breitensport, Leistungssport und allen anderen Bereichen sportlicher Betätigung, wie:
  - Sport in Schule und Verein
  - Frauen im Sport, Integration
  - Kirche und Sport
  - Sport der Älteren
  - Sport und Gesundheit
  - Sportabzeichen
3. Jugendarbeit: mit der Bayerischen Sportjugend (BSJ) hat der BLSV einen eigenständigen Bereich zur Förderung der Jugendarbeit. Die BSJ übernimmt die wichtige gesellschaftliche Aufgabe der Jugendarbeit im BLSV.[11]
  - moderne sportliche Jugendarbeit
  - umfangreiches Aus- und Fortbildungsprogramm
  - Diskussionsforum für die sportlichen Interessen aller jungen Menschen in Bayern
  - Förderung der Entwicklung junger Menschen
  - Förderung jungen Engagements durch das Angebot von Freiwilligendiensten im Sport
  - Unterstützung der Sportvereine bei Kinder- und Jugendthemen
4. Ehrenamt: eine der wichtigsten Säulen in der Gesellschaft und im Sport. Um hierfür gute und geeignete Rahmenbedingungen zur schaffen, betreibt der BLSV umfangreiche Lobbyarbeit u. a. mit
  - dem Bayerischen Staatsministerium des Innern, für Bau und Verkehr im Bereich des Breiten- und Leistungssports (außer-schulischer Sport) und der Sportförderung
  - dem Bayerischen Staatsministerium für Bildung und Kultus, Wissenschaft und Kunst im Bereich des Schulsports
  - dem Bayerischen Staatsministerium für Arbeit und Soziales, Familie und Integration
  - dem Bayerischen Jugendring für den Sport der Kinder und Jugendlichen
5. Serviceleistungen:
6. Allgemeine Vereinsberatung
7. Vereinsentwicklung: für zukunftsfähige Sportangebote der Vereine auf dem aktuellsten Stand
8. Bildungs- und Qualifizierungsangebote:
  - Ausbildungen zum Übungsleiter, Trainer und Vereinsmanager
  - Zusatzqualifikationen (BLSV-ZertifIkat)
  - Fortbildungslehrgänge und Intensivseminare
9. Schaffung von Förderprogrammen als Voraussetzung, dass Mitgliedsvereine staatliche Fördermittel in Anspruch nehmen können
10. Freiwilligendienste wie das Freiwillige Soziale Jahr (FSJ) und die Bundesfreiwilligendienste im Sport, angeboten von der Bayerischen Sportjugend (BSJ)
11. Ehrungen zur Würdigung und Anerkennung für besondere Leistungen in der Vereinsarbeit
12. Versicherungsschutz mit Versicherungsmöglichkeiten für Mitgliedsvereine, Nichtmitglieder, Übungsleiter, Flüchtlinge, u. v. m.
13. Beratung in Rechts- und Steuerfragen
14. Öffentliche Musiknutzung im Sportverein, GEMA
15. Kostenlose Energieberatung für Sportstätten durch den Klima-Check
16. Nutzung der BLSV-Sportcamps für Trainingslager, Vereinsfahrten u. v. m.
  - BLSV Haus BergSee
  - Sportcamp Inzell
  - Sportcamp Regen
  - Sportcamp Nordbayern (Neueröffnung 2020)
  - Sportschule Oberhaching
17. Vereinswettbewerbe wie Quantensprung 2020, LEW Energieeffizienzpreis, BLSV Ehrenamtspreis[12][13]

## Mitgliedsverbände
Stand 2024 gehören dem BLSV folgende 57 Mitgliedsverbände an:
| - Fachverband für Aikido in Bayern - American Football Verband Bayern - Bayerischer Badminton-Verband - Bayerischer Baseball- und Softballverband - Bayerischer Basketball-Verband - Behinderten- und Rehabilitations-Sportverband Bayern - Bergsportfachverband Bayern des DAV - Bayerischer Billard-Verband - Bayerischer Bob- und Schlittensportverband - Bayerischer Amateur-Box-Verband - Cheerleading und Cheerperformance Verband Bayern - Bayerischer Cricket-Verband - Bayerischer Dart-Verband - Einradverband Bayern - Bayerischer Eissport-Verband - Bayerischer Fechterverband - Floorball-Verband Bayern - Frisbeesport-Landesverband Bayern - Bayerischer Fußball-Verband - Bayerischer Gehörlosen-Sportverband - Bayerischer Gewichtheber- und Kraftsport-Verband | - Bayerischer Golfverband - Bayerischer Handball-Verband - Bayerischer Hockey-Verband - Bayerischer Judo-Verband - Ju-Jutsu-Verband Bayern - Bayerischer Kanu-Verband - Bayerischer Karate-Bund - Bayerische Amateur Kickbox Union - Bayerischer Leichtathletik-Verband - Luftsport-Verband Bayern - Bayerischer Minigolfsport Verband - Bayerischer Landesverband für Modernen Fünfkampf - Bayerischer Motorsport-Verband - Bayerischer Motoryacht-Verband - Bayerischer Rasenkraftsport- und Tauzieh-Verband - Bayerischer Radsportverband - Bayerischer Reit- und Fahrverband - Bayerischer Ringerverband - Bayerischer Rollsport- und Inline-Verband - Bayerischer Ruderverband | - Bayerischer Schachbund - Bayerischer Schwimmverband - Bayerischer Seglerverband - Bayerischer Skibob-Verband - Bayerischer Skiverband - Bayerischer Sportkegler- und Bowling Verband - Verband Squash in Bayern - Bayerische Taekwondo Union - Landes-Tanzsportverband Bayern - Bayerischer Landestauchsportverband - Bayerischer Tennis-Verband - Bayerischer Tischtennis-Verband - Bayerischer Triathlon-Verband - Bayerischer Turnverband - Bayerischer Turnspiel-Verband - Bayerischer Volleyball-Verband |

## Präsidenten des BLSV
- Georg Maier (1945–1953)[9]
- Fritz Kutschke (1953–1955)[9]
- Rudolf Sedlmayer (1955–1973)[9]
- Wilhelm Fritz (1973–1992)
- Peter Kapustin (1992–2004)
- Günther Lommer (2004–2018)
- Jörg Ammon (ab 2018)